# Алексеево-Дружковка
Алексе́ево-Дружко́вка (укр. Олексі́єво-Дружкі́вка) — посёлок в Дружковской городской общине Краматорского района Донецкой области Украины.

## География
Располагается на реке Кривой Торец.
Размещён вдоль железной дороги. Имеется станция донецкой железной дороги «Кондратьевка».
Через посёлок проходит национальная автомобильная дорога H20.

## История
Образовался в результате объединения в 1938 году сёл Алексеевки и Дружковки.
В 1968 году население Алексеево-Дружковки составляло 8 тысяч жителей.

## Известные люди
В селе Алексевка, образовавшем Алексеево-Дружковку, родился Николай Васильевич Носуля — Герой Советского Союза.

## Достопримечательности
В полукилометре от посёлка находится карьер глубиной 10—20 метров, с выходами на поверхность известняковой породы. В карьере находится геологический памятник природы общегосударственного значения Дружковские окаменевшие деревья.
Памятники посёлка:
- Памятник на братской могиле советским воинам (1959);
- Памятник погибшим воинам-землякам (1966, авторы: Л. В. Золотченко и Б. И. Васин);
- Памятник Н. В. Носуле (1967, автор: Изболдин).

### Предприятия
- Кондратьевский огнеупорный завод
- Дружковская пищевкусовая фабрика